# Episodi di Odio il Natale (prima stagione)
La prima stagione della serie televisiva Odio il Natale, composta da sei episodi, è stata interamente pubblicata sul servizio di streaming on demand Netflix il 7 dicembre 2022 in tutti i Paesi in cui è disponibile.
| n° | Titolo                    | Pubblicazione in Italia |
| -- | ------------------------- | ----------------------- |
| 1  | La grande bugia di Natale | 07 dicembre 2022        |
| 2  | Biciclette                | 07 dicembre 2022        |
| 3  | Tu sei speciale           | 07 dicembre 2022        |
| 4  | Punti di vista            | 07 dicembre 2022        |
| 5  | La festa è finita         | 07 dicembre 2022        |
| 6  | Come in un presepe        | 07 dicembre 2022        |